# Championnats du monde de pentathlon moderne en relais 2025
Navigation
Édition précédente
Les Championnats du monde de pentathlon moderne en relais 2025 sont la 1re édition des Championnats du monde de pentathlon moderne spécifique au relais. Ils ont lieu à Alexandrie, en Égypte du 7 au 13 juillet 2025.
Il regroupe les championnats séniors, juniors, U17 et U19 dans les trois courses : hommes, femmes, mixtes.
Pour ce championnat, l'épreuve d'équitation n'est pas présente, remplacée par une course d'obstacle. Le championnat individuel à lieu lui à Kaunas du 26 au 30 août 2025. Mossel Bay accueillera du 9 au 14 décembre les Championnats du monde de Biathlé-Triathlé et de laser run, combinés pour la première fois.

## Séniors

### Podiums
| Épreuves      | Or                                     | Or       | Argent                               | Argent   | Bronze                                          | Bronze   |
| ------------- | -------------------------------------- | -------- | ------------------------------------ | -------- | ----------------------------------------------- | -------- |
| Relais hommes | France- Léo Bories - Mathis Rochat     | 1488 pts | Tchéquie- Marek Grycz - Matěj Lukeš  | 1486 pts | Égypte- Moutaz Mohamed - Omar Wael              | 1445 pts |
| Relais femmes | Égypte- Malak Ismail - Farida Khalil   | 1314 pts | Hongrie- Kinga Dulai - Blanka Guzi   | 1286 pts | Pologne- Małgorzata Karbownik - Adrianna Kapała | 1273 pts |
| Relais mixtes | Égypte- Mohanad Shaban - Farida Khalil | 1422 pts | France- Léo Bories - Mathilde Derval | 1415 pts | Corée du Sud- Seong Seung-min - Seo Chang-wan   | 1375pts  |

### Tableau des médailles
- Pays organisateur

| Rang  | Nation       | Or | Argent | Bronze | Total |
| ----- | ------------ | -- | ------ | ------ | ----- |
| 1     | Égypte       | 2  | 0      | 1      | 3     |
| 2     | France       | 1  | 1      | 0      | 2     |
| 3     | Hongrie      | 0  | 1      | 0      | 1     |
| 3     | Tchéquie     | 0  | 1      | 0      | 1     |
| 5     | Corée du Sud | 0  | 0      | 1      | 1     |
| 5     | Pologne      | 0  | 0      | 1      | 1     |
| Total | Total        | 3  | 3      | 3      | 9     |